# 約尼什基斯區
約尼什基斯區是立陶宛希奧利艾縣内的市镇，位於該國北部，行政中心为約尼什基斯。市镇面積为1,152平方公里，2020年人口数量为20,726人。